# Fritz Schmidt (Generalkommissar)
Fritz Schmidt (Eisbergen (Porta Westfalica), 19 november 1903 - bij Chartres, 26 juni 1943) was een Duitse hoge nazifunctionaris.
In de jaren 1940-1943 was hij Generalkommissar zur besonderen Verwendung in het bezette Nederland in de Tweede Wereldoorlog, en daarmee een van de leiders van het Duitse bestuur in Nederland tijdens de Tweede Wereldoorlog.

## Levensloop
Schmidt bezocht het gymnasium in Rinteln en nam in 1922 dienst in de Reichswehr. In 1925 overleefde hij als soldaat een ernstig pontveerongeluk op de Wezer bij Porta Westfalica, waarbij 81 anderen om het leven kwamen. Na het verlaten van de Reichswehr in 1926 werd Schmidt actief in de NSDAP. In 1929 werd hij lid van de SA. In de jaren dertig maakte Schmidt carrière binnen de partij. Na de Duitse inval in Nederland werd Schmidt in september 1940 als Generalkommissar zur besonderen Verwendung belast met de taak de openbare meningsvorming in Nederland te beïnvloeden. Hij onderhield daartoe nauwe relaties met de NSB en zorgde voor het weer uitgeven van het antisemitische blad De Misthoorn. Schmidt verleende ook zijn medewerking aan het Plan-Frederiks.
In de loop van 1943 kwam Schmidt als representant van de NSDAP en beschermer van Mussert steeds scherper in conflict met Rauter en daarmee met Reichsführer-SS Himmler. Schmidt werd ervan beticht de NSDAP en de SS tegen elkaar uit te spelen. Bovendien was de April-meistaking niet bepaald bevorderlijk voor zijn positie, aangezien hij verantwoordelijk was voor de politiek om Nederland in de richting van een Grootduits rijk te 'masseren'. Ook zijn Duitse superieur Martin Bormann (wel een Parteimann) trok zijn handen van hem af, waardoor hij in een allengs lastiger parket kwam.
Op 26 juni 1943 kwam Schmidt om het leven toen hij, met een groot comité op inspectietocht van de Atlantikwall, uit een rijdende trein viel of sprong. Of het een zelfmoord of een moord was is niet geheel zeker. Loe de Jong houdt het in zijn werk Het Koninkrijk der Nederlanden in de Tweede Wereldoorlog op zelfmoord. Schmidt werd opgevolgd door W.F.A. Ritterbusch.
Het NRC van 28 juni 1943 zegt het volgende: 
Hij is aan de zware verwondingen overleden. De Hauptdienstleiter bevond zich op een treinreis naar Parijs. Den avond, voorafgaande aan den dag van het ongeval, gevoelde hij zich ernstig onwel, hij legde zich spoedig ter ruste. Reeds een jaar geleden had feneralkommissar Schmidt onder soortgelijke ziekteverschijnselen buitengewoon ernstig geleden. Gebleken is, dat de verongelukte in den loop van den nacht van het ongeval zulke maagkrampen en heftige brakingen kreeg, dat hij, toen hij trachtte zich frissche lucht te verschaffen, uit den in volle vaart zijnden trein viel, alvorens zijn reisgenooten hem te hulp konden komen. Generalkommissar Schmidt liep daarbij zoo zware verwondingen op, dat hij weldra overleed.— NRC van 28 juni 1943

## Decoraties
- Gouden Ereteken van de NSDAP
- Dienstonderscheiding van de NSDAP, brons en zilver

Arthur Seyss-Inquart · Hanns Albin Rauter · Hans Fischböck · Friedrich Wimmer · Fritz Schmidt · Willi Ritterbusch